# Isle (Haute-Vienne)
Isle település Franciaországban, Haute-Vienne megyében. Lakosainak száma 7915 fő (2022. január 1.). Isle Limoges, Condat-sur-Vienne, Aixe-sur-Vienne, Beynac, Bosmie-l’Aiguille és Verneuil-sur-Vienne községekkel határos.

## Népesség
A település népességének változása:
| Lakosok száma | 7523 | 7502 | 7912 | 7696 | 7779 | 7847 | 7869 | 7853 | 7915 |
|               | 2013 | 2015 | 2016 | 2017 | 2018 | 2019 | 2020 | 2021 | 2022 |